# إلين كارولين سفينسون
إلين كارولين سفينسون (بالسويدية: Elin Karolina Svensson)‏ هي مبشرة سويدية، (ولدت في Älvsborg County ‏ في السويد 1879 – 1960 م).